# Dialogue des morts (Fontenelle)
Pour les articles homonymes, voir Dialogue des morts.
Le Dialogue des morts (en fait, plusieurs dialogues) est un ouvrage de Fontenelle publié en 1683. Il s'inspire dans son principe de l'ouvrage homonyme de Lucien de Samosate.
Fontenelle y fait se rencontrer aux enfers des couples qui furent contemporains ou non, anciens ou modernes, parfois très inattendus : William Harvey et Érasistrate, Homère et Ésope, Socrate et Montaigne, Candaule et Gygès, Charles Quint et Érasme ; il y fait également se retrouver Hernán Cortés et Moctezuma : le second remet en perspective les idées reçues du premier, et même l'idée généralement admise de rationalité grecque, dans une analyse qui évoque déjà avec trois siècles d'avance Lévi-Strauss.
Les femmes ne sont pas oubliées pour autant, Agnès Sorel et Roxelane dissertant par exemple tant de politique que des moyens d'amener un homme au mariage.
Le ton de ces dialogues est celui d'un scepticisme ironique avec un « accent mis sur la permanence et l’universalité de la nature humaine », précise en 2007 l'académicienne Hélène Carrère d'Encausse. Elle en cite un passage significatif : À Montaigne qui lui demande s’il est des siècles mieux dotés en hommes de raison que d’autres, Socrate répond : « L’ordre général de la nature a l’air bien constant »

## Liste des dialogues
Les noms propres sont écrits tels qu'orthographiés dans l'ouvrage.

### Dialogues des morts anciens
1. Alexandre, Phryné. Quels caractères font le plus de bruit ?
2. Milon, Smindiride. Sur la délicatesse.
3. Didon, Stratonice. Sur l’intrigue que Virgile attribue faussement à Didon
4. Anacréon, Aristote. Sur la philosophie.
5. Homère, Ésope. Sur les mystères des ouvrages d’Homère.
6. Athénaïs, Icasie[2]. Sur la bizarrerie des fortunes.

### Dialogues des Morts anciens avec des modernes
1. Auguste, Pierre Arétin. Sur les louanges
2. Sappho, Laure. S’il a été bien établi que les hommes attaquent et que les femmes se défendent.
3. Socrate, Montaigne. Si les anciens ont eu plus de valeur que nous (lien audio externe plus bas).
4. L’empereur Adrien, Marguerite d'Autriche. Quelles morts sont les plus généreuses.
5. Érasistrate, Hervé. De quel mérite sont les découvertes que les modernes ont faites dans la physique et dans la médecine.
6. Cosme II de Médicis, Bérénice. Sur l’immortalité du nom.

### Dialogues des Morts modernes
1. Anne de Bretagne, Marie d’Angleterre. Comparaison de l’ambition et de l’amour.
2. Charles V, Érasme. S’il y a quelque chose dont on puisse tirer de la gloire.
3. Élisabeth d’Angleterre, le duc d’Alençon. Sur le peu de solidité des plaisirs.
4. Guillaume de Cabestan, Albert Frédéric de Brandebourg. Sur la folie.
5. Agnès Sorel, Roxelane. Sur le pouvoir des femmes.
6. Jeanne Ire de Naples, Anselme. Sur l’inquiétude qu’on a pour l’avenir.

### Dialogues des Morts anciens
1. Érostrate, Démétrius de Phalère. Que les principes sont nécessaires
2. Callirhée, Pauline. Qu’on est trompé, d’autant qu’on a besoin de l’être
3. Candaule, Gigès. Sur la vanité et sur l’indiscrétion
4. Hélène, Fulvie. Sur les grands événements.
5. Parmenisque, Théocrite de Chio. Que la raison est traitée et même peut-être inutile
6. Brutus, Faustine. Sur la liberté

### Dialogues des Morts anciens avec les modernes
1. Sénèque, Scarron. Que la sagesse qui vient de la raison, est plus sûre que celle qui vient du tempérament
2. Artémise, Raimond Lulle. Sur la perfection où les hommes aspirent
3. Apicius, Galilée. Qu’il se peut trouver de nouvelles connoissances, et non pas de nouveaux plaisirs
4. Platon, Marguerite d’Écosse. Si l’amour peur être spirituel
5. Straton, Raphaël d’Urbin. Sur les préjugés
6. Lucrèce, Barbe Plomberge. Que la gloire a plus de force que le devoir

### Dialogues des Morts modernes
1. Soliman, Juliette de Gonzague. Qu’il y a quelque chose dans la vanité qui peut être bon
2. Paracelse, Molière. Sur les Comédies
3. Marie Stuart, David Riccio. Si l’on peut être heureux par la raison.
4. Le troisième faux Démétrius, Descartes. Qu’on ne se dégoûtera point de chercher la vérité quoique sans succès.
5. La duchesse de Valentinois, Anne de Boulen. Comment les grandes choses se font
6. Fernand Cortez, Moctezuma. Quelle est la différence des peuples barbares et des Pôles
7. Jugement de Pluton sur les deux parties des dialogues des Morts.

## Dialogues similaires dans la littérature
- Dialogues des morts de Lucien de Samosate[3]
- Dialogues des morts de Fénelon
- Dialogue aux enfers entre Machiavel et Montesquieu, de Maurice Joly
- 1802 - Dialogue des morts, d'Ernest Renan (1886)[4]